# بينفيلد (نيويورك)
بينفيلد (بالإنجليزية: Penfield, New York)‏ هي بلدة أمريكية تقع في الولايات المتحدة في نيويورك (ولاية). يقدر عدد سكانها بـ 36,242 نسمة .

## أعلام
- جوش بولتون
- ريتشارد يونغ
- بايرون سيلفستر وايت